# Doris Dörrie
Doris Dörrie (Hannover, 26 maggio 1955) è una regista, sceneggiatrice e scrittrice tedesca considerata una delle principali cineaste del suo paese.
Oltre a film per il cinema e la televisione, ha diretto anche alcune opere liriche.

## Filmografia parziale

### Regista
- Ob's stürmt oder schneit - documentario (1976)
- Nachbarkinder - serie TV, 1x05 (1979)
- Uomini (Männer...) (1985)
- Paradies (1986)
- Bin ich schön? (1988)
- Lei, io e lui (Ich und er) (1988)
- Geld (1989)
- Happy Birthday, Detective! (Happy Birthday, Türke!) (1989)
- Nackt (2002)
- Kirschblüten - Hanami (2008)
- Klimawechsel - serie TV, 1x01-1x02 (2010)
- Que caramba es la vida - documentario (2014)
- Germany, episodio del film Short Plays (2014)
- Grüsse aus Fukushima (2016)
- Kirschblüten & Dämonen (2019)
- Freibad (2022)

## Pubblicazioni
- Che cosa vuoi da me? E altri quindici racconti, Mondadori, 1990
- Amore, dolore e tutto il resto, Mondadori, 1992
- Per ora e per sempre, Feltrinelli, 1994
- L'uomo dei miei sogni, La Tartaruga, 1995
- Ma io sono bella? E altri racconti, La Tartaruga, 1997
- Lisa a New York, Ravensburger, 2000
- E adesso che facciamo?, Ugo Mursia Editore, 2003
- Il mondo nel piatto - Ispirazioni dalla cucina, Mimesis, 2003
- Carlotta vuol essere principessa, Motta Junior, 2008

## Riconoscimenti
Festival internazionale del cinema di Berlino
- 2016 - Premio Heiner Carow e Premio CICAE a Grüsse aus Fukushima

Seattle International Film Festival
- 2008 - Miglior film a Kirschblüten - Hanami

Noir in Festival
- 1992 - Premio Mystery miglior film a Happy Birthday, Detective!